# بیلار، بوهول
بیلار، بهل (به لاتین: Bilar, Bohol) یک منطقهٔ مسکونی در فیلیپین است که در بهل واقع شده‌است.